# Федосеева, Олеся Петровна
Олеся Петровна Федосеева (при рождении Тупиленко; 23 октября 1973, Омск) — российская биатлонистка, Чемпионка мира по летнему биатлону, многократный призёр этих первенств, мастер спорта международного класса.

## Биография
Начала заниматься биатлоном в 1991 году. В 1993 году на юниорском чемпионате мира завоевала бронзовую медаль в эстафете в команде с Ольгой Мельник и Еленой Чискиной.
На уровне взрослых дебютировала в сезоне 1995/96 на этапе Кубка мира в Эстерсунде, заняла 30-е место в индивидуальной гонке. Принимала участие в чемпионате мира по биатлону 1996 года, заняла 25 место в индивидуальной гонке и стала пятой в эстафете. В сезоне 1996/97 показала свой лучший результат на этапах кубка мира — 7-е место в индивидуальной гонке. В сезоне 2002/03 выступала на Кубке Европы (Кубок IBU) и заняла 18-е место в общем зачёте.
В 1996 году на первом в истории чемпионате мира по летнему биатлону выиграла золото в самом первом виде программы — индивидуальной гонке, а также серебряную медаль в спринте. На летнем чемпионате мира 2002 года завоевала золото в составе российской эстафетной команды.
Окончила Сибирский государственный университет физической культуры и спорта (1995), в 2007 году получила второе образование в Сургутском государственном университете.